# 州立大学系统
州立大学系统是指由美国各州提供經費或資源補助的大学或學院。除军事院校外，美国没有联邦政府主办的大学。这些州立大学系统就构成了大部分的公众资助的公立大学。每个州至少有一个这样的大学系统。一个州立大学系统通常是指一单一的法律实体和管理实体，可能由几个校园组成。州立大学可以从州政府得到资助。资助的多少，州与州，大学与大学各有不同。但其目的就是要州立大學的學費低于私立大学。越來越多的美國人念大學，導致私立大學與州立大學的競爭越来越激烈。